# 川島瀧蔵
川島 瀧蔵（かわしま たきぞう、1858年9月17日（安政5年8月11日） - 1930年（昭和5年）3月26日）は、明治から昭和時代初期の政治家、畜産家。衆議院議員（1期）。

## 経歴
遠江国、のちの静岡県山名郡於保村（磐田郡於保村を経て現磐田市）出身。畜産業を営み、興農社、畜産組合、共同競馬会などを創立したほか、獣医養成所、水産物製造伝習所を設立した。ほか、副戸長、村長、静岡県会議員、同参事会員、磐田郡会議員、地方森林会議員を歴任した。1904年（明治37年）3月の第9回衆議院議員総選挙では静岡県郡部から憲政本党所属で出馬し当選。衆議院議員を1期務めた。